# Cicadula albingensis
Cicadula albingensis är en insektsart som beskrevs av Wagner 1940. Cicadula albingensis ingår i släktet Cicadula och familjen dvärgstritar. Enligt den finländska rödlistan är arten nära hotad i Finland. Arten har ej påträffats i Sverige. Artens livsmiljö är gran- och lövkärr. Inga underarter finns listade i Catalogue of Life.